# Parc national de Mozogo Gokoro
Pour les articles homonymes, voir Mozogo.
Le parc national de Mozogo-Gokoro (PNMG) est l'un des parcs nationaux du Cameroun. Situé dans est localisée dans la région administrative camerounaise de l’Extrême-Nord, département du Mayo-Tsanaga, arrondissement de Mayo-Moskota, il couvre une superficie de 1400 ha. C'est une réserve de biosphère, riche d'une faune naturelle, et traversée par une rivière.

## Histoire
Ce parc a été créé comme réserve forestière et de faune par arrêté n° 165 du 12 juin 1932 du haut commissaire de la République française au Cameroun et érigé en parc national par arrêté n° 120 du 5 décembre 1968 du secrétariat au Développement de l’État du Cameroun.
Une population humaine importante (densité de 90,8 habitants au km²) et d’origines diverses (Mafa, Mandara, Kanouri, Glavda, Peuls) se retrouve dans la zone riveraine.

## Géographie

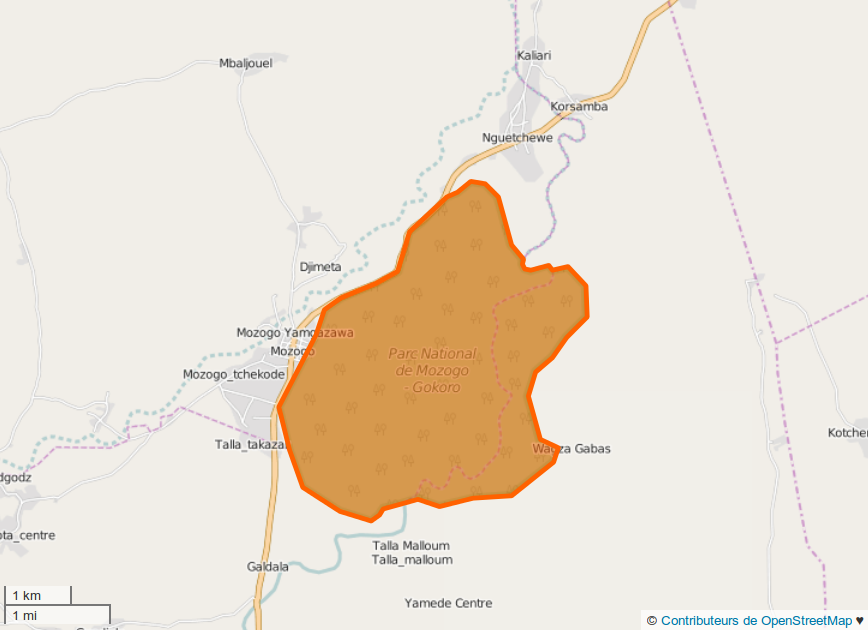
Limites du parc.

Le parc – très arboré – couvre une superficie d'environ 1 400 ha.

### Localisation
Le parc est situé à l'Est de la route provinciale P1 de l'extrême-nord du Cameroun reliant Galdala à Nguetchewe.
Il jouxte et est bordé à l'ouest, au-delà de la route provinciale P1, par la commune de Mozogo avec laquelle il existe des pistes passerelles. À l'est du parc se trouve la localité de Gabass.
Un cours d’eau non permanent, le mayo Nguetchewe traverse la végétation du parc du Nord au Sud.

### Climat
Le parc est entouré par les monts Mandara et la végétation y instaure un climat plus doux, caractéristique de la zone soudano-sahélienne, avec une pluviosité comprise entre 800 et 1 000 mm.

### Relief
Le milieu physique du parc se situe au niveau des piémonts des monts Mandara. Il appartient à l’unité géo-morphologique englobant les plaines du Diamaré, de Mora et de Kaélé.
Le paysage est caractérisé par la présence de pédiments et glacis provenant des montagnes.

## Biodiversité et attrait touristique
Le parc, très boisé, contient des pistes le reliant aux communes alentour.
La dynamique de cette végétation est liée à la présence d’une faune plus ou moins variée. Elle est constituée de 114 espèces de mammifères et d’oiseaux, de nombreux reptiles (Varans, Pythons canins...) et plusieurs batraciens et invertébrés.